# 李大烈
李大烈（韓語：이대열，1993年2月11日—），韓國男子團體Golden Child成員，所屬公司為Woollim娛樂。隊內擔當為隊長、領唱與舞蹈。2022年3月21日公開本人手寫信宣布將於3月29日以現役陸軍服役（2022年3月29日-2023年9月28日）。
正式出道前，與成員Y先在2014年播出的電視劇《對我而言可愛的她》有過客串演出。

## 簡介
1993年2月11日出生於京畿道龍仁市，水瓶座，B型，生肖屬雞。

家族成員：爸爸 (Lee Won Young)、媽媽 (Kim Kyung Ok)、哥哥（INFINITE成員李成烈）、阿姨（演員尹宥善）、寵物犬루키(Rookie)、초코(Choco)、아가(小孩)、흑임자(黑芝麻)。
興趣：打保齡球、散步、電影鑑賞、看書。

## 特別事項
- 出道前的團綜介紹自己為「克里斯馬隊長(카리스마 리더)」。
- 隊內擔當領唱，擁有乾淨俐落的歌聲及不錯的聲量展現穩定的現場表演，並且在歌曲中也被分配到媲美主唱份量的高音。
- 出道前曾在W Project與東炫及在錫一起以舞蹈表演的形式亮相。[2]
- 在團體裡的號碼為11，因為在11日出生。[註 4]代表符號為🦁。
- 與同公司前輩Lovelyz成員智秀同一天生日。[註 5]
- 為Woollim娛樂所屬的1993年出生的同年輩[註 6]裡頭出生最早的，同時也是最晚出道的。
- MBTI測試結果為INTJ。
- 有乳糖不耐症[註 7]。

## 經歷
- 2011年曾在INFINITE的團綜《Sesame Player 2》第三集驚喜登場。[註 8]

- 2013年8月30日播放的SBS《叢林的法則》，在當天節目中與父母一起出現在給哥哥成烈的影像信畫面裡。

- 2014年4月7日，出演Toheart首張迷你專輯《Toheart》主打歌〈Tell Me Why〉MV男主角。[3]

- 2014年9月17日至11月6日出演SBS水木迷你連續劇《對我而言可愛的她》，飾演劇中經紀公司AnA 所屬四人團體"無限動力"成員山亞一角。

- 2015年2月，於INFINITE H第二張迷你專輯《Fly Again》主打歌〈예뻐 (Pretty)〉舞台活動擔任伴舞。

- 2015年4月14日，於INFINITE H第二張迷你專輯《Fly Again》收錄曲〈要不是你瘋了（니가 미치지 않고서야）〉公開之MV中擔任伴舞。[4]

- 2017年3月31日Woollim娛樂公開新人出道企劃「W PROJECT」第三組表演影片，大烈為其中一員。[5]

## 作品

### 音樂
所屬團體之共同作品，請參閱 Golden Child。

#### THE LIVE
| 年份   | 日期   | 翻唱歌曲名稱                                        | 原唱歌手 | 原作收錄專輯 |
| ------ | ------ | --------------------------------------------------- | -------- | ------------ |
| 2021年 | 7月1日 | 내 눈물 모아 (With My Tears) （页面存档备份，存于） | 徐志源   | 《Tears》    |

### 電視劇
- 2014年：SBS《對我而言可愛的她》 飾演 劇中組合"無限動力"成員山亞（客串）

### MV
| 年份   | 日期    | 歌手       | 歌名                                 | 性質   |
| ------ | ------- | ---------- | ------------------------------------ | ------ |
| 2014年 | 4月6日  | Toheart    | Tell Me Why                          | 男主角 |
| 2015年 | 4月14日 | INFINITE H | 要不是你瘋了（니가 미치지 않고서야） | 伴舞   |

## 外部連結
- 李大烈的Instagram帳戶
- woollim娛樂官方網站